# Piłka (piłka siatkowa)

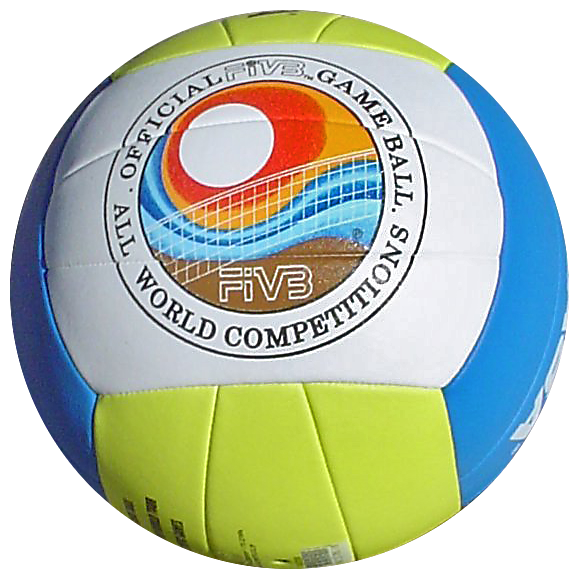
Typowa piłka do gry w piłkę siatkową

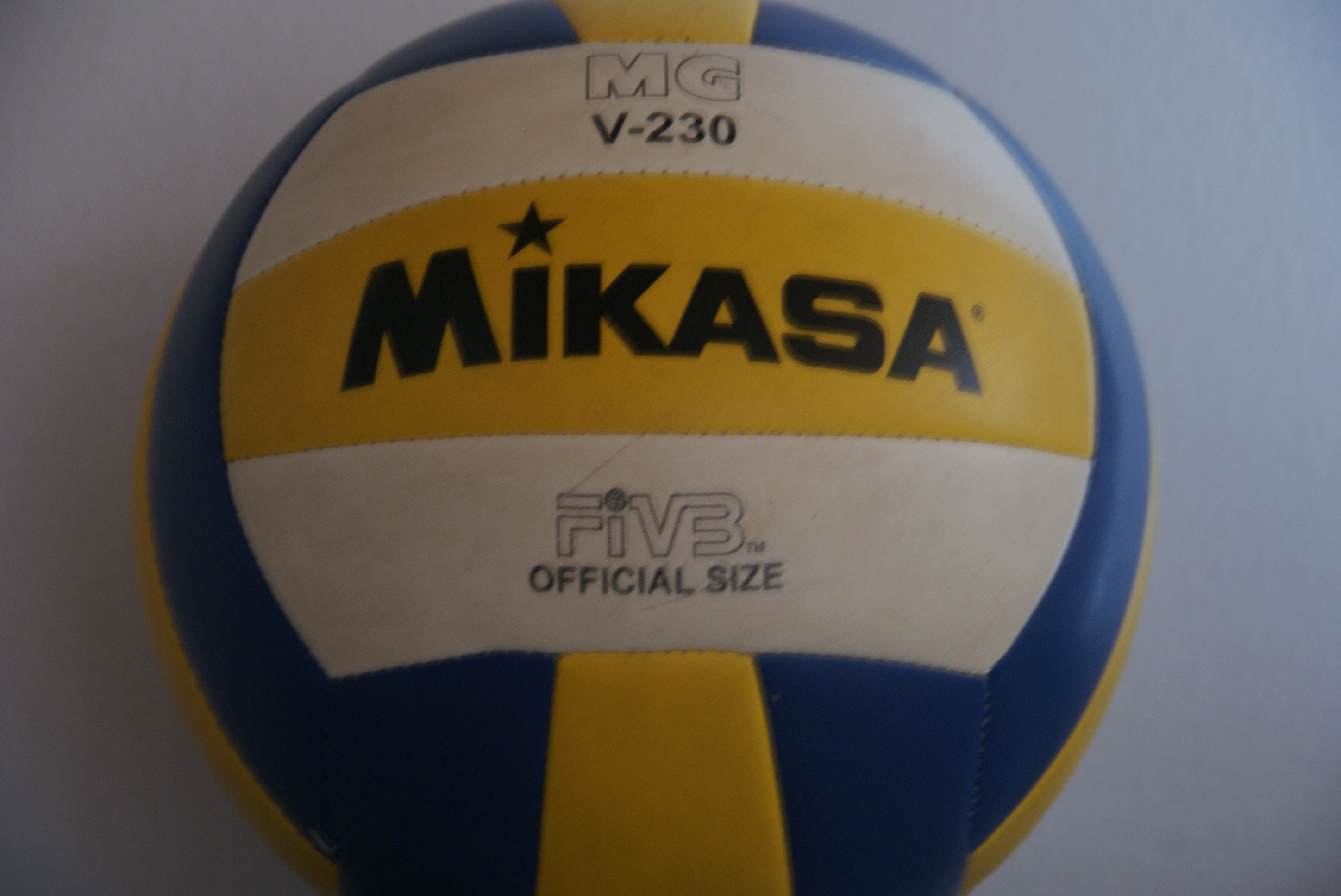
Piłka na mistrzostwa świata

Piłka do gry w piłkę siatkową jest (jak w większości innych piłek) kulistym przedmiotem, używanym do gry w piłkę siatkową. Zgodnie z wymogami piłka musi być kulista, sporządzona ze skóry lub innego dozwolonego materiału o obwodzie nie większym, niż 67 cm, i nie mniejszym, niż 65 cm. Może ważyć 260–280 g. Przy rozpoczęciu zawodów piłka musi być napompowana sprężonym powietrzem tak, że w jej wnętrzu panuje nadciśnienie 0,30–0,325 kG/cm² (4,26–4,61 psi lub 294,3–318,82 mbar lub hPa).